# Molla Mallory
Molla Mallory (n. 6 martie 1884, Comuna Mosvik⁠(d), Nord-Trøndelag, Norvegia – d. 22 noiembrie 1959, Stockholm, Suedia) a fost o jucătoare de tenis americană, medaliată olimpică. A participat la 2 ediții ale Jocurilor Olimpice (1912, 1924) în care a câștigat o medalie de bronz.